# Rafael Martins
Clecildo Rafael Martins de Souza Ladislau (Santos, Brasil, 17 de marzo de 1989), conocido como Rafael Martins, es un futbolista brasileño que juega como delantero para el Leixões S. C. de la Segunda División de Portugal.

## Trayectoria
Nacido en Santos, São Paulo, Martins se unió a las categorías juveniles de Audax São Paulo en 2003, a los 14 años. En diciembre de 2007 se trasladó a Grêmio mediante una cesión, y pronto alcanzó el equipo titular, en 2009.
Martins hizo su debut profesional el 21 de enero de 2009, de entrar como sustituto en el segundo tiempo en el empate 1-1 ante el Inter de Santa María. El jugador volvió a su club en septiembre, y posteriormente jugó también como cedido en Real Zaragoza B donde hizo una muy buena campaña y en Grêmio Prudente antes de confirmarse como titular en el Audax.
Después de estar en las Ligas Estatales, Martins se unió a ABC, en marzo de 2011, pero al no tener la continuidad deseada acabó por marcharse, volviendo a Audax en diciembre. Mantuvo sus cifras goleadoras durante las siguientes dos temporadas, lo que le valió el traspaso al Vitória de Setúbal una vez más como cedido, el 8 de julio de 2013.
Después de anotar 16 goles en Setúbal en su única campaña, Martins firmó un contrato de tres años con Levante U. D. en La Liga el 18 de julio de 2014.

## Clubes

### Categorías inferiores
| Club                          | País   | Año       |
| ----------------------------- | ------ | --------- |
| Audax-SP                      | Brasil | 2003-2009 |
| C. A. Juventus →(cesión)      | Brasil | 2005      |
| S. C. Internacional →(cesión) | Brasil | 2006      |
| Grêmio F.-B. P. A. →(cesión)  | Brasil | 2007-2009 |

### Carrera profesional
| Club                         | País     | Año       | Partidos (goles) |
| ---------------------------- | -------- | --------- | ---------------- |
| Audax-SP                     | Brasil   | 2009-2014 | 59 (36)          |
| Grêmio F.-B. P. A. →(cesión) | Brasil   | 2009      | 0 (0)            |
| Real Zaragoza "B" →(cesión)  | España   | 2009-2010 | 28 (15)          |
| Grêmio Prudente →(cesión)    | Brasil   | 2010      | 12 (1)           |
| ABC →(cesión)                | Brasil   | 2011      | 4 (2)            |
| Chapecoense →(cesión)        | Brasil   | 2013      | 19 (11)          |
| Vitória Setúbal →(cesión)    | Portugal | 2013-2014 | 28 (15)          |
| Levante U. D.                | España   | 2014-2017 | 22 (2)           |
| Moreirense F. C. →(cesión)   | Portugal | 2015-2016 | 27 (16)          |
| Vitória de Guimarães         | Portugal | 2017-2018 | 46 (9)           |
| Zhejiang Greentown           | China    | 2018-2020 | 41 (22)          |
| Moreirense F. C.             | Portugal | 2021-2022 | 59 (15)          |
| Casa Pia A. C.               | Portugal | 2022-2023 | 36 (9)           |
| C. D. Santa Clara            | Portugal | 2023-2024 | 34 (5)           |
| Leixões S. C.                | Portugal | 2024-     | 30 (7)           |